# Paralacydes deficiens
Paralacydes deficiens är en fjärilsart som beskrevs av De Joannis 1928. Paralacydes deficiens ingår i släktet Paralacydes och familjen björnspinnare. Inga underarter finns listade i Catalogue of Life.